# Eden (Utah)
Eden es un lugar designado por el censo (en inglés, census-designated place, CDP) situado en el condado de Weber, Utah,  Estados Unidos. Según el censo de 2020, tiene una población de 690 habitantes.
En la localidad está Powder Mountain, la estación de esquí multitemporada más grande de Estados Unidos en superficie.

## Demografía
Según el censo de 2020, el 95.22% de los habitantes de la localidad son blancos, el 0.43% son afroamericanos, el 0.29% son amerindios, el 0.43% son asiáticos, el 0.58% son de otras razas y el 3.04% son de una mezcla de razas. Del total de la población, el 2.46% son hispanos o latinos de cualquier raza.